# الجدل حول الهوية القومية واللغوية في مولدوفا

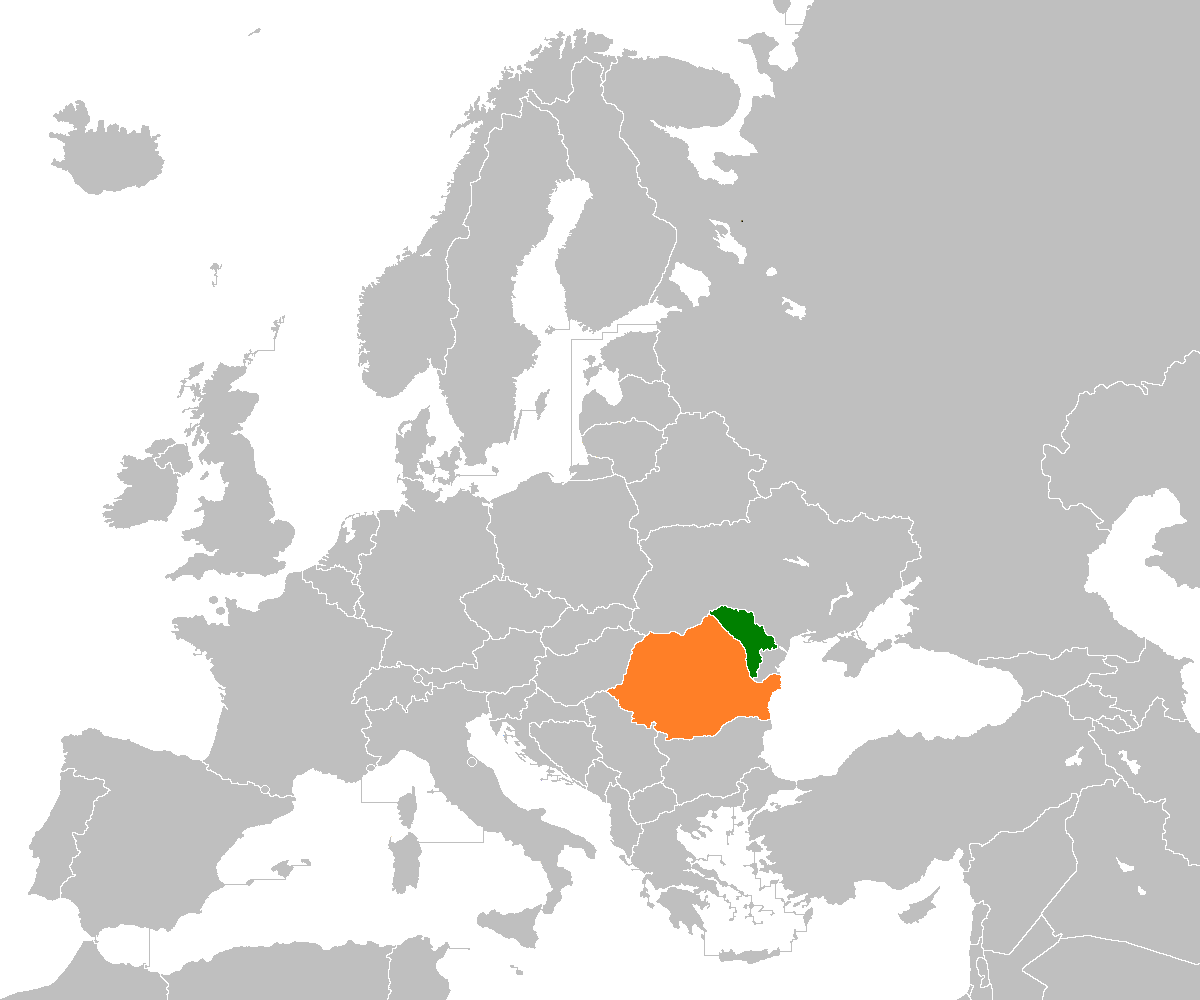
خريطة العالم، مع تسليط الضوء على رومانيا ومولدوفا.

ثمّة جدل حول الهوية القومية (بالانجليزية: national identity) وتسمية اللغة الأم (بالانجليزية: native language) للمجموعة العِرقية الرئيسية في مولدوفا. إن القضية الأكثر إثارةً للجدل المطروحة هي ما إذا كان المولدوفيون يشكلون مجموعة فرعية من الرومانيين أو مجموعة عِرقية منفصلة. وبسبب وجود اتفاق معين على وجود لغة مشتركة، فإن الجدل ما يزال قائمًا بشأن استخدام مصطلح «اللغة المولدوفية» في سياقات سياسية معينة.
تطلب إعلان استقلال جمهورية مولدوفا من عام 1991 الاتفاق على أن اللغة الرسمية هي «اللغة الرومانية» إذ كان النشيد الروماني الوطني الذي اعتمدته مولدوفا المستقلة هو («استيقظ أيها الروماني!» «Deșteaptă-te, române!») نفس نشيد رومانيا. يعكس دستور مولدوفا (1994) التطورات السياسية في البلاد، ويحدد اللغة الرسمية باسم «اللغة المولدوفية» كنشيد «ليمبا نواسترا» (لغتنا، دون أي إشارة صريحة إلى اسمها). وعلاوةً على ذلك، فإن وثيقة سياسية غير قضائية في عام 2003 بعنوان «مفهوم السياسة الوطنية لجمهورية مولدوفا»، اعتمدها البرلمان الذي كان يهيمن عليه الشيوعيون آنذاك، تنص بشكل واضح على اعتبار الرومانيين أقلية عِرقية في مولدوفا.
انتقد بعض أعضاء الأوساط العلمية في مولدوفا التمييز المعتمد رسميًا بين المولدوفيين والرومانيين، وأثار احتجاجات من قطاعات معينة من السكان، لا سيما المثقفون والطلاب، عند استلهامهم لعدة قوى سياسية. علاوةً على ذلك، أدَّت المشكلة إلى توتر العلاقات الدبلوماسية لمولدوفا مع رومانيا المجاورة.

## الهوية الذاتية والتصورات الشعبية
وجدت دراسة استقصائية نشرتها في عام 2002 مجموعة أكاديمية نرويجية بقيادة بال كولستو أن الاعتراف بالهوية الذاتية العِرقية الرومانية حصرًا أمرًا غير مألوفًا تمامًا في مولدوفا؛ إذ أن 12 من أصل 762 شخصًا تم تصنيفهم على أنهم رومانيون. (لم تمم مقابلة أي من سكان ترانسنيستريا). فيما يتعلق بمسألة ما إذا كان المولدوفيون العِرقيون يختلفون عن الرومانيين، ظهر أن 26% من المولدوفيين يرون أنفسهم «مختلفين تمامًا»، و55% «مختلفون إلى حد ما»، و5% فقط لم يروا أي فرق. في المقابل، فيما يتعلق بالسؤال حول الفرق بين اللغة المولدوفية والرومانية، فإن 53.5% لم يحددوا أي فرق، و33.3% قالوا بأنهما «مختلفتين إلى حد ما»، و11% لم يعرفوا أي إجابة. خلّص كولستو وآخرون إلى أنه «كيفما كان السكان الناطقون بالرومانية في مولدوفا يعتبرون أنفسهم في فترة ما بين الحربين، فإن الغالبية العظمى منهم قد استوعبوا الآن هوية عِرقية مولدوفية». لكنهم أشاروا إلى أن هذه الهوية «ضعيفة الصلة» باللغة فقط.
قدم استطلاع للرأي أجرته إماس-إنك في مولدوفا في أكتوبر عام 2009 صورة مفصلة إلى حد ما لتصور الهوية داخل البلاد. طُلب من المشاركين تقييم العلاقة بين هوية المولدوفيين وهوية الرومانيين على مقياس بين 1 (نفس المقياس تمامًا) و 5 (مختلف تمامًا). أظهر الاستطلاع أن 26% من العيّنة بأكملها، والتي تشمل جميع المجموعات العِرقية، تدعي أن الهويتين متماثلتان أو متشابهتان للغاية، بينما يدعي 47% أنهما مختلفتان أو مختلفتان تمامًا. تتمايز النتائج بقوة بحسب اختلاف الموضوع. على سبيل المثال، اختار 33% من الشباب (الذين تتراوح أعمارهم بين 18 و 29 عامًا) أنها متشابهة أو متشابهًا جدًا، و 44% قالوا بأنها مختلفة أو مغايرة تمامًا. من بين كبار المستجيبين (الذين تزيد أعمارهم عن 60 عامًا)، كانت النسبة بين 18.5% و 53%. كانت إحدى أكبر الانقسامات بين سكان العاصمة كيشيناو، الذين اختلفت آرائهم بنسب تتراوح بين 42% و 44%. يُظهر الاستطلاع أيضًا أنه، مقارنةً بالمتوسط الوطني (25%)، فمن المرجح أن ينظر الناس إلى الهويتين على أنهما متماثلتان أو متشابهتان جدًا إذا كانوا صغار السن (بنسبة 33%) أو متحدثين أصليين للرومانية (بنسبة 30%) أو ممن تلقوا التعليم العالي (بنسبة 36%) أو يقيمون في المناطق الحَضرية (بنسبة 30%) خاصةً في العاصمة (بنسبة 42%).

## رومانيا
في رومانيا، يُطلق على سكان جمهورية مولدوفا بالعامية اسم «بيسارابيانس» (باسارابيني: تبعًا لمنطقة بيسارابيا) من أجل تمييزهم عن سكان إقليم مولدافيا الرومانية الذين يشيرون إلى أنفسهم بشكل عام (أو مثلما يطلق عليهم سكان المناطق الرومانية الأخرى) على أنهم «مولدافيون» (مولدوفيني)، لكنهم يعترفون بالهوية العِرقية الرومانية.

## الخلاف اللغوي
يطلق دستور عام 1994 على اللغة الرسمية اسم مولدوفا، في حين يشير إعلان استقلال مولدوفا عام 1991 إلى اعتماد اللغة الرومانية. يتضمن المنهج المدرسي الوطني 2012-13 المواد «ليمبا سي ليتيراتورا رومانا» (الأدب واللغة الرومانية) و«إستوريا رومانيلور سي يونيفيرسالا» (تاريخ الرومانيين والتاريخ العالمي). اللغة الرومانية هي اسم المادة التي تدرس في المدارس منذ إعلان مولدوفا استقلالها. اعتبارًا من عام 2013، أدرجت حكومة مولدوفا «اللغة الرومانية» كأحد الخيارات اللغوية لعرض موقعها على الإنترنت. في ديسمبر عام 2013 أيضًا، قضى قرار صادر عن المحكمة الدستورية في مولدوفا بأن إعلان الاستقلال له الأسبقية على الدستور وأن لغة الدولة ينبغي أن تسمى «الرومانية».
لا يوجد في الأساس أي خلاف على أن الشكل الموحد للغة الرسمية في مولدوفا مطابق للغة الرومانية العادية؛ واللغة المنطوقة في مولدوفا، رغم الاختلافات الإقليمية الصغيرة، مفهومة تمامًا للمتحدثين من رومانيا والعكس صحيح، ذلك أن الاختلافات تُعدّ طفيفة جدًا في النطق واختيار المفردات. على سبيل المثال، الملفوف والمثقب والبطيخ الأحمر هي على التوالي («كوريشي» «سفريدل» «هاربوز») في كل من جمهورية مولدوفا والجزء الروماني من مولدافيا، لكن مرادفاتهم («فيرسا» «بورغيو» «بيبين») تُعتبر أكثر استخدامًا في الأفلاق (فالاشيا).
أولئك الذين يريدون تجنب الجدل اللغوي يستخدمون أحيانًا «ليمبا دي ستات» (لغة الدولة الرسمية).